# Aretusa (nome)
Aretusa  è un nome proprio di persona italiano femminile.

## Varianti in altre lingue
- Greco antico: Ἀρέθουσα (Aréthousa)[2]
- Francese: Aréthuse
- Latino: Arethusa[2]

## Origine e diffusione

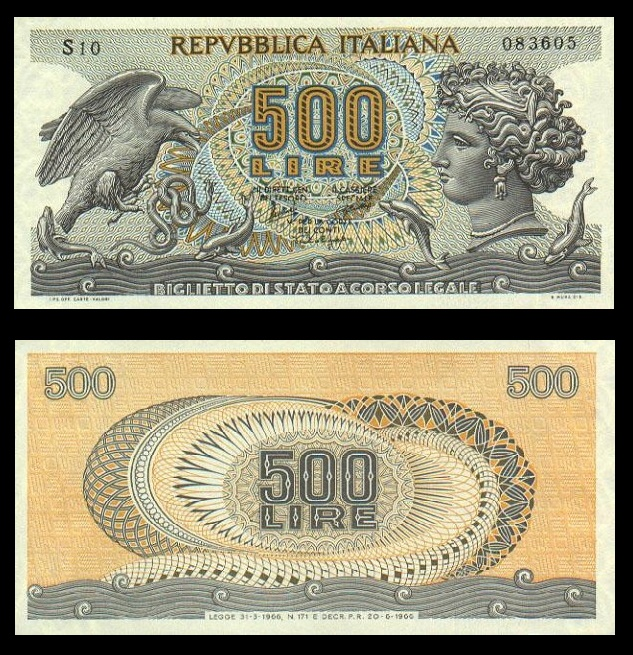
Aretusa raffigurata sulla banconota da 500 lire

Si tratta di un nome di matrice classica, portato nella mitologia greca da Aretusa, una ninfa figlia di Nereo e Doride che a Siracusa venne trasformata nella fonte omonima, ancora presente sull'isola di Ortigia.
L'etimologia del nome, in greco Ἀρέθουσα (Aréthousa), è dibattuta, e potrebbe anche non essere greca, ma sono state formulate diverse ipotesi di connessione con vocaboli ellenici; potrebbe derivare da ἀρέσθαι (arésthai, "vincere" o "trasportare"), oppure da ἄρδω (ardo, "acqua"), eventualmente combinato con θοός (thoos, "veloce", "rapido"), col senso di "acque rapide", o ancora da ἀρετή (aretè, "virtù").

## Onomastico
Il nome non ha sante patrone, quindi è adespota. L'onomastico si festeggia dunque il 1º novembre, giorno di Ognissanti.